# فيتالي فيدوتوف
فيتالي فيدوتوف (بالأوكرانية: Федотов Віталій Андрійович)‏ هو لاعب كرة قدم أوكراني في مركز الوسط، ولد في 16 يوليو 1991 في دونيتسك في أوكرانيا. شارك مع منتخب أوكرانيا تحت 17 سنة لكرة القدم ومنتخب أوكرانيا تحت 18 سنة لكرة القدم ومنتخب أوكرانيا تحت 19 سنة لكرة القدم ومنتخب أوكرانيا تحت 21 سنة لكرة القدم. أما مع النوادي، فقد لعب مع أرسنال تولا وشاختار دونيتسك وميتالورغ دونيتسك ونادي إيليتشيفيتس ماريوبول.

## وصلات خارجية
- فيتالي فيدوتوف على موقع اتحاد أوكرانيا (الإنجليزية)
- فيتالي فيدوتوف على موقع قاعدة بيانات كرة القدم.إي يو (الإنجليزية)
- فيتالي فيدوتوف على موقع Soccerway.com (الإنجليزية)